# Seveux-Motey
Seveux-Motey es una comuna nueva francesa situada en el departamento de Alto Saona, de la región de Borgoña-Franco Condado.

## Historia
Fue creada el 1 de enero de 2019, en aplicación de una resolución del prefecto de Alto Saona de 19 de diciembre de 2018 con la unión de las comunas de Motey-sur-Saône y Seveux, pasando a estar el ayuntamiento en la antigua comuna de Seveux.

## Demografía
Según los datos aportados en la resolución del prefecto de Alto Saona, la comuna se crea con 485 habitantes.

## Composición
| Comuna fusionada | Código INSEE | Población (2016) | Superficie (km²) | Densidad (hab./km²) |
| ---------------- | ------------ | ---------------- | ---------------- | ------------------- |
| Motey-sur-Saône  | 70375        | 30               | 2.99             | 10                  |
| Seveux           | 70491        | 452              | 16.89            | 27                  |